# Andrea Anderson
Andrea Arlene Anderson-Bolder, ameriška atletinja, * 17. september 1977, Los Angeles, ZDA.
Nastopila je na poletnih olimpijskih igrah leta 2000 in osvojila naslov olimpijske prvakinje v štafeti 4×400 m. Na panameriških igrah je leta 1999 osvojila srebrno medaljo v isti disciplini.